# Zur alten Linde

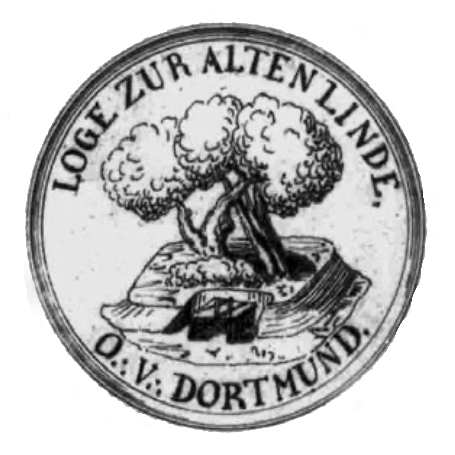
Siegel der Loge Zur alten Linde

Die Johannisloge Zur alten Linde ist eine 1855 gegründete Freimaurerloge in Dortmund. Sie gehört der Großloge der Alten Freien und Angenommenen Maurer von Deutschland (AFuAM) an und über deren Verbund mit den Vereinigten Großlogen von Deutschland (VGLvD) Bruderschaft der Freimaurer zum weltweiten Bund der Freimaurer. Mit etwa 145 Mitgliedern ist sie eine der größten Logen in Deutschland. Sie gehört zudem zu den drei ältesten Vereinen in Dortmund. Meister vom Stuhl ist seit 2025 der Jurist Joachim Pohlmann. Der Schwesternbund der Loge ist über 100 Jahre alt. Die Stiftung der Loge unterstützt finanziell vor allem Schulen und soziale Einrichtungen.

## Geschichte
Nach der Gründung der ersten deutschen Freimaurerloge Absalom zu den drei Nesseln in Hamburg entstanden in den 1770er Jahren auch im Rheinland und Westfalen diverse Logen, etwa 1778 in Münster, 1791 in Hamm. Nach dem Dreißigjährigen Krieg war Dortmund zu einer kleinen Ackerbürgerstadt geworden, verlor 1802 seine Eigenständigkeit als Reichsstadt. Dortmunder gingen daher der Freimaurerei in anderen Städten der Region nach. Am 5. November 1852 wurde mit Prinz Friedrich Wilhelm von Preußen der spätere Kaiser Friedrich III. Freimaurer.
Im Juni 1855 beschlossen die Freimaurer die Gründung einer eigenen Loge, die mit der Gründungsurkunde vom 8. September 1855 unter der Großen National-Mutterloge zu den drei Weltkugeln (3WK) erfolgte. Die Lichteinbringung erfolgte am 18. November 1855. Benannt ist die Loge nach der Dortmunder Femlinde, an der ab dem späten Mittelalter das Femgericht tagte. Die Linde stand in der Nähe des heutigen Dortmunder Hauptbahnhofes, am Freistuhl. Die Linde wurde gewählt, weil sie damals als Symbol für Dortmund gesehen wurde und für Recht und Gerechtigkeit stand. Gegen Ende der Biedermeier-Zeit galt zudem: "Die Linde oder ein Blatt von ihr waren ein Zeichen für Frieden, Treue und Gerechtigkeit sowie das Symbol des freien Standes der Grundbesitzer und Viehzüchter. Auch Werte wie Fortschritt, Aufklärung, Bildung und Humanität waren für die Gründer wichtig.

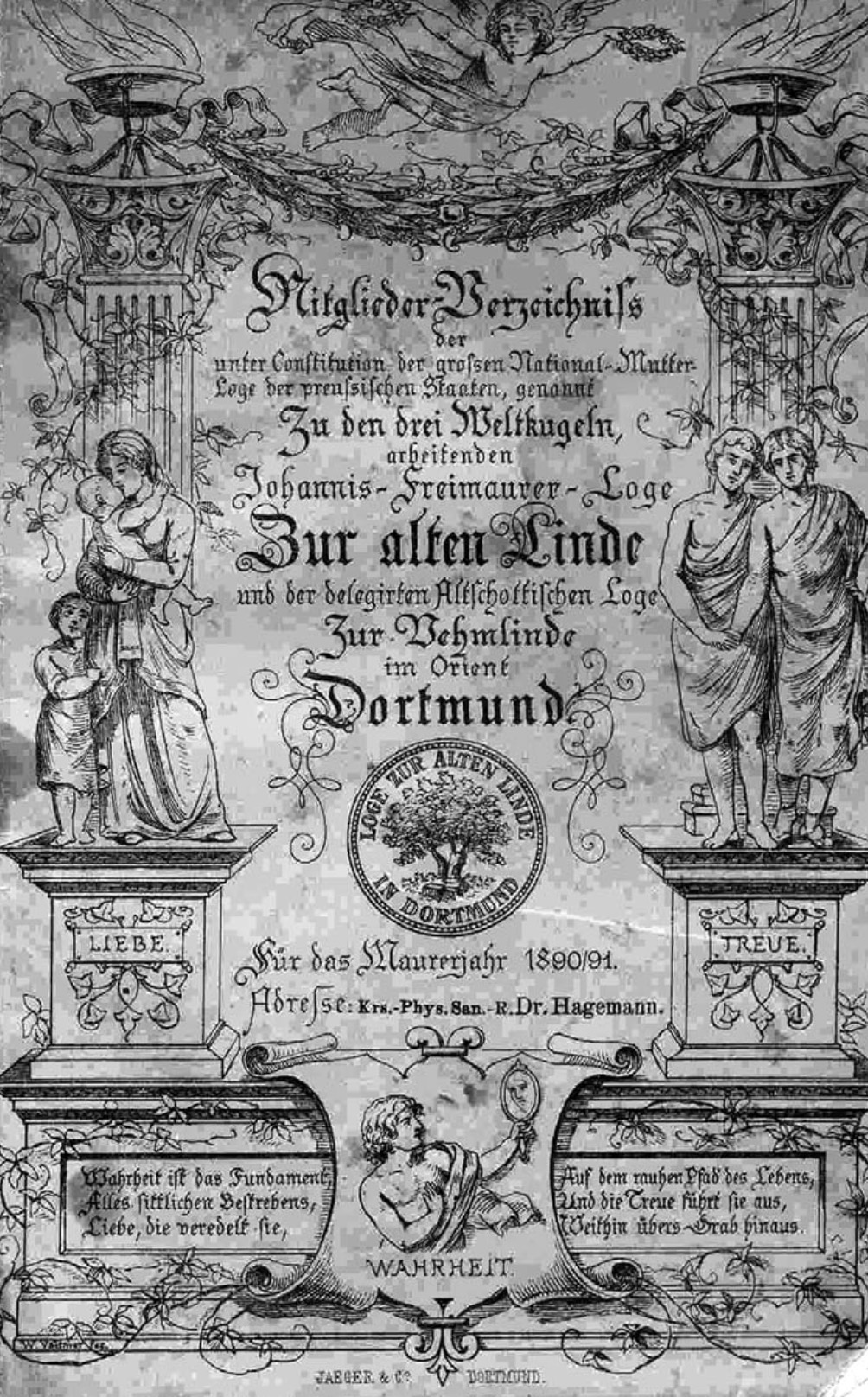
Titelseite des Mitgliederverzeichnisses 1890

Der Meister vom Stuhl der Bochumer Loge Zu den drei Rosenknospen, die noch heute existiert, brachte im Auftrag der Großen National-Mutterloge Zu den drei Weltkugeln das Licht in Dortmund ein. Die Loge hatte ihren Sitz zunächst in Folge in einem Gasthaus, einem Hotel und einer Scheune. 1865 baute sie dann an der Victoriastraße ein erstes eigenes Logenhaus, das 1866 eröffnet wurde. In der Zeit des Meisters vom Stuhl Carl Metzmacher senior stieg die Zahl der Mitglieder schnell auf 150 an, sodass Erweiterungen des Gebäudes notwendig waren.
In den 1920er Jahren spielte die Loge eine bedeutende Rolle im gesellschaftlichen Leben der Stadt und hatte auch einen eigenen Chor. Nach dem Taxil-Schwindel im 19. Jahrhundert und anti-freimaurerischer Propaganda, vor allem von Ludendorff (1927: Vernichtung der Freimaurerei durch Enthüllung ihrer Geheimnisse), wurde auch das Leben für die Mitglieder der Dortmunder Loge schwieriger. In dieser Zeit setzte sich nationales und völkisches Gedankengut immer mehr durch, allerdings nicht ohne Widerspruch. So findet sich in dem Protokoll einer Diskussion aus dem Jahr 1931 über das Verhältnis zu den humanitären Logen die Aussage eines Bruders: „Wir haben als Freimaurer keine Veranlassung, Antisemitismus oder Propaganda für die NSDAP zu treiben. Wir sollten in Deutschland nicht das Trennende, sondern das Einigende zu finden suchen. In der alten Linde haben wir früher gute Erfahrungen mit jüdischen besuchenden Brüdern gemacht.“
Schon 1932 traten immer mehr Freimaurer aus der Loge Zur alten Linde aus, nicht immer nur aus opportunistischer Motivation, sondern etliche – wie etwa der frühere Meister vom Stuhl Paul Sartori – fühlten sich von der neuen deutsch-christlich-völkischen Stimmung angewidert. Anfang 1933 durchsuchten ein Kriminalkommissar und weitere Beamte das Logengebäude und beschlagnahmte zahlreiche Dokumente. Besonders sensibel ist dies natürlich hinsichtlich der Mitgliederverzeichnisse, weil in diesen Heften alle Mitglieder der Loge mit vollem Namen und Anschrift zu finden waren.
Wegen sinkender Mitgliederzahlen konnte die Loge in dieser Zeit Verbindlichkeiten immer weniger erfüllen. Sogar für Steuern und Zinsen war das Geld knapp. Kaufmann Paul Strack (1879–1961) war der letzte Meister vom Stuhl vor dem Zweiten Weltkrieg. Bei der letzten Festarbeit im dritten Grad löschte er am 29. Juni 1935 die Kerzen mit den Worten: „Tief bewegt, aber aufrecht und fest und überzeugt von der Wiederkehr von Ehre und Recht“. Dieses Schicksal teilten alle Logen in Deutschland. Oftmals waren bei diesen letzten rituellen Arbeiten auch Gestapo-Männer dabei. Ob dies auch bei der Loge Zur alten Linde der Fall war, ist nicht bekannt. Die offizielle Auflösung auf Druck der Nationalsozialisten erfolgte bei der Mitgliederversammlung am 19. Juli 1935. An diesem Tag zählte die Loge nur noch 91 Mitglieder, von 432 nur neun Jahre zuvor.
Weil die Zugehörigkeit zum Freimaurerbund einzelner Bürger den Behörden nach Durchsuchungen bekannt war, mussten Freimaurer auch in Dortmund nach der Auflösung der Loge mit Nachteilen rechnen. So durften sie weder als Behördenvorsteher noch als geschäftsleitende Beamte tätig sein. 27 Schuldirektoren in Westfalen wurden in dieser Zeit vorzeitig pensioniert. Manche gaben später an, Bürger zweiter Klasse gewesen zu sein. Bis zum Ausbruch des Krieges trafen sich die Brüder zu lockeren Stammtischen, auch mit Mitgliedern anderer Logen. Teilweise wurden diese Treffen geduldet, teilweise aufgelöst.

Nach dem Krieg wurde die Planung zur Wiedergründung konkreter. Am 16. Mai 1945 fand in der Privatwohnung des Bruders Otto Vietmeyer in Aplerbeck eine Aussprache zur Wiedergründung der Loge statt. Am 22. Januar 1947 berichtete Wilhelm Schleef von der erfolgreichen Verhandlung mit Stadtkommandant Major Wilson von der Britischen Militärregierung, dass eine Wiedererrichtung der Loge Zur alten Linde möglich sei.

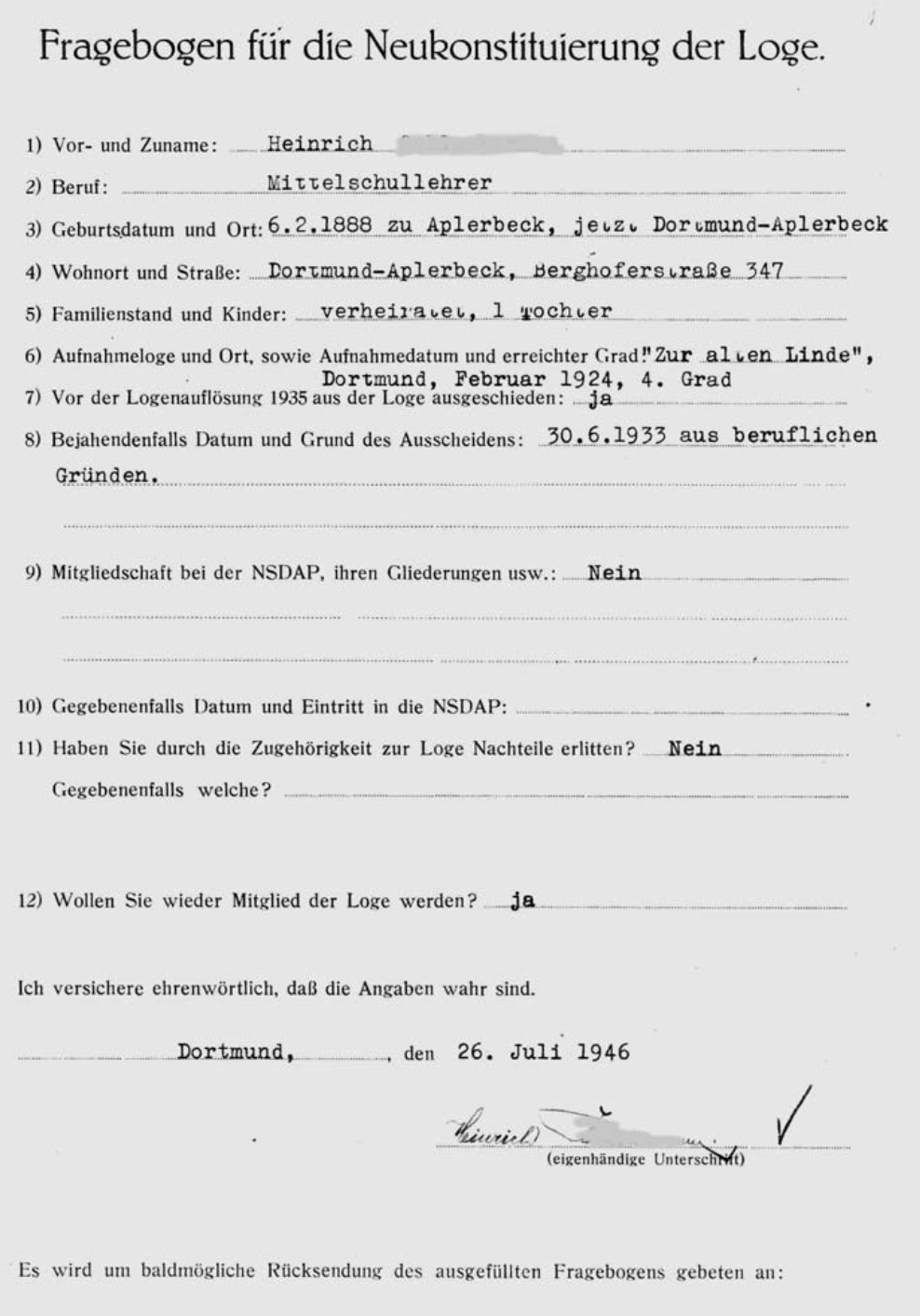
Historischer Fragebogen zur Neuaufnahme nach dem Zweiten Weltkrieg

Zum ersten Meister vom Stuhl nach dem Krieg wurde einstimmig Martin Luther (1887 – 1968, Direktor der Firma Holstein & Kappert) gewählt. Zu dieser Zeit hatte die Loge 45 Mitglieder. Die Frage nach Schuld und Verantwortung stellte sich bei jedem einzelnen Neumitglied. Obwohl Freimaurer bei der Aufnahme in den Bund weder nach parteipolitischer Orientierung noch nach dem religiösen Bekenntnis fragen, wurde auf einem Fragebogen zur Neukonstituierung der Loge explizit nach einer Mitgliedschaft in der NSDAP und ihren Gliederungen sowie Details hierzu gefragt. Es ist insoweit bemerkenswert, dass bei den Verantwortlichen der Loge Zur alten Linde schon zu dieser Zeit die Meinung bestand, dass Freimaurerei und Nationalsozialismus miteinander unvereinbar sind. „So wesentlich diese Arbeit war, so schwierig war sie auch in einzelnen Fällen, und bereitete auch Meinungsverschiedenheiten, die aber in der Folgezeit allmählich ausgeglichen wurden“, heißt es dazu in den Aufzeichnungen der Loge. Das mag euphemistisch sein für einen schweren Konflikt in einem Bund, der sich zu Idealen der Aufklärung verpflichtet fühlt.
Ähnlich wie zu ihrer ersten Aufnahme in den Bund mussten sich nach dem Krieg in Zweifelsfällen Mitglieder einer neuen Kugelung (Ballotage) unterwerfen, andere Brüder wurden direkt aufgenommen. Nicht immer wurden die Antragsteller tatsächlich wieder aufgenommen und teils erst nach langer Zeit und der Klärung vieler offener Fragen. Wie dramatisch dieser Konflikt teils ablief, ist daran zu sehen, dass 1935 der Meister vom Stuhl über eine zu großzügige Aufnahmepolitik verärgert die Loge verließ.
Nach dem Krieg arbeitete die Loge zunächst weiter in ihrem Logenhaus an der Victoriastraße, später im Michaelsbau sowie in einem Lokal in Aplerbeck, ehe ab 1952 das Haus der Arbeitgeberverbände an der Prinz-Friedrich-Karl-Straße sowie das ehemalige Altenheim der Jüdischen Kultusgemeinde in derselben Straße genutzt wurde. Für eine Übergangszeit arbeitete die AFAM-Loge als Gast der Dortmunder Johannisloge Reinoldus Zur Pflichttreue vom Deutschen Freimaurerorden in deren Logenhaus am Westfalendamm. Etwa um die Jahrtausendwende wurde ein Hochbunker an der Landgrafenstraße auf Veranlassung der Freimaurer in ein Logenhaus umgewandelt, wo die Loge seit 2001 ihren Sitz hat.

## Standorte der Logenhäuser
- 1855–1865: Eine umgebaute Scheune an der Reinoldistraße
- 1865–1935: Großes Logenhaus an der Victoriastraße 9
- 1947–1952: Michaelsbau und ein Lokal in Aplerbeck
- 1952–1979: Haus der Arbeitgeberverbände an der Prinz-Friedrich-Karl-Straße 14
- 1979–1999: Ehemaliges Altenheim der Jüdischen Kultusgemeinde, Prinz-Friedrich-Karl-Straße 9
- 1999–2001: Gast im Logenhaus der Freimaurerloge Reinoldus Zur Pflichttreue, Westfalendamm 283
- seit 2001: Ehemaliger Hochbunker an der Landgrafenstraße 170

## Bekannte Mitglieder (Auswahl)
Emil Figge, langjähriger Rektor der Pädagogischen Hochschule Ruhr, war seit 1948 Freimaurer der Loge Zur alten Linde in Dortmund. Heinrich Schmitz, nach dem der Heinrich-Schmitz-Platz und das Heinrich-Schmitz-Bildungszentrum in der Dortmunder Innenstadt-West benannt sind, war ab 1856 Freimaurer der Loge Zur alten Linde.
Der Verleger und Schriftsteller Karl Prümer wurde 1890 aufgenommen und 1913 Ehrenmitglied der Loge. Auch Paul Sartori, 1877 in Lübeck in die Freimaurerei aufgenommen, arbeitete ab 1886 in der Loge Zur alten Linde. Auch der Arzt und Sanitätsrat Wilhelm Brand, nach dem die Wilhelm-Brand-Straße in Dortmund benannt ist, arbeitete in der Loge Zur alten Linde.
Gerhard May erhielt 1949, kurz vor seiner Aufnahme in die Loge, die Erlaubnis, das Hörder Volksblatt wieder erscheinen zu lassen, das später zur Tageszeitung Westfälische Rundschau wurde.
Walter Behrendt, von 1971 bis 1973 Präsident des Europäischen Parlaments wurde 1965 als Freimaurerlehrling in die Dortmunder Loge aufgenommen. Auch der Unternehmer und Politiker Egon Lampersbach gehörte bis zu seinem Tode der Loge an. Der langjährige Bezirksvorsteher der Dortmunder Nordstadt Jürgen Alexander Fischer wurde 1982 Freimaurer der Loge Zur alten Linde, 1995 wurde er Präsident der Auslandsgesellschaft NRW.
Zu den Mitgliedern der Loge gehört unter anderem der ehemalige Großmeister der Großloge der Alten Freien und Angenommenen Maurer von Deutschland (AFuAM), Axel Pohlmann, der von 2010 bis 2014 die Geschicke der mitgliederstärksten deutschen Großloge leitete. Ebenso wie Dieter Schaumann gehört er dem Senat der Vereinigten Großlogen von Deutschland (VGLvD) an.
Ebenso ist die Loge Zur alten Linde in Dortmund die Mutterloge des 2010 gewählten Zugeordneten AFAM-Großmeisters Arnim Schneider, der dem Ritualkollegium der Großloge angehörte. Damit hat er einen wesentlichen Punkt masonischer Arbeit für Freimaurer in ganz Deutschland mit geprägt.
Friedrich Fuß, Bezirksbürgermeister des Dortmunder Stadtbezirks Innenstadt-West, engagiert sich seit vielen Jahren als Mitglied der Loge.
2020 kandidierte mit Günther Ziethoff ein Mitglied der Loge als Oberbürgermeister-Kandidat in Dortmund.  Ziethoff war – ebenso wie Pohlmann und Schneider – auch Meister vom Stuhl (Vorsitzender) der Loge.